# Wouter Johannes van Troostwijk
Wouter Johannes van Troostwijk (Amsterdam, 28 mei 1782 - aldaar, 20 september 1810) was een Nederlands kunstschilder, tekenaar en etser. Hij vervaardigde voornamelijk landschappen, enkele stadsgezichten en afbeeldingen van mens- en dierfiguren.

## Leven en werk
Van Troostwijk kwam voort uit een gegoede familie. Hij was een zoon uit het tweede huwelijk van zijn vader, Adriaan (Paets) van Troostwijk, lakenhandelaar te Amsterdam, maar vooral bekend als natuur- en scheikundige. Het bezoek van wetenschappers aan huis en de vele experimenten die daar plaatsvonden stimuleerden mogelijk Wouters belangstelling voor de natuur. Zijn kunstenaarstalent werd al vroeg duidelijk. Hij kreeg zijn eerste tekenlessen van Anthonie Andriessen en schilderlessen van diens broer, de behangschilder en tekenaar Jurriaen Andriessen.
In 1803 schreef hij zich in bij de Amsterdamse Stadsteekenacademie, waar hij zich richtte op het modeltekenen. Hier behaalde hij in die discipline in de jaren 1804 tot 1806 respectievelijk een derde, tweede en eerste prijs. In 1805 sloot hij zich aan bij het Amsterdamse genootschap Felix Meritis, waar hij tweemaal een medaille verwierf voor zijn prestaties.
Niettemin was Van Troostwijk geen fulltime-schilder. In 1805 werd hij benoemd tot 'conciërge' van het Amsterdamse stadhuis, een taak die veel meer inhield dan de huidige term doet vermoeden. Hij was verantwoordelijk voor het goede verloop van de dagelijkse zaken op het stadhuis, waar hij ook zijn woning had en tevens zijn atelier vestigde. Voor en na zijn werktijd wijdde hij zich aan zijn hobby en trok de natuur in om te schetsen en te schilderen. Pas later begon Van Troostwijk met etsen, vanwege de toevallige omstandigheid dat hij een tijdlang thuis moest zitten vanwege een brandwond aan zijn voet.
Aangezien Van Troostwijk reeds op 28-jarige leeftijd overleed, is de omvang van zijn oeuvre beperkt. Er zijn niet meer dan een achttal schilderijen, waarvan vier in het Rijksmuseum, en een aantal tekeningen, schetsen, studies en etsen. Niettemin werd de schilder al tijdens zijn leven erkend als een groot talent die een nauwe band had met de levende natuur. Hij werd hierbij geïnspireerd door het werk van 17e-eeuwse meesters als Paulus Potter en Jacob van Ruisdael, maar wist het landschap op een vernieuwende manier te verbeelden, met name door de atmosferische weergave van het licht. Zijn werk zou van invloed zijn op de latere 19e-eeuwse landschapsschilders. Omdat hij tijdens zijn wandelingen vaak zijn tekengereedschap bij zich had en in de open lucht werkte, wordt hij tevens gezien als een voorloper van het schilderen en plein air, zoals dat ook door de latere impressionisten zou worden toegepast. Zijn schilderij Boerderij bij Wolfheze bijvoorbeeld is een vlotte olieverfschets op papier, een in de open lucht geschilderd landschap.
Zijn passie voor het schilderen en schetsen in de open lucht en zijn streven naar perfectie (het kon altijd beter) werd hem uiteindelijk fataal. Op een koude avond bleef hij te lang doorwerken en kreeg een hoge koorts, waarvan hij niet meer herstelde.

## Externe links

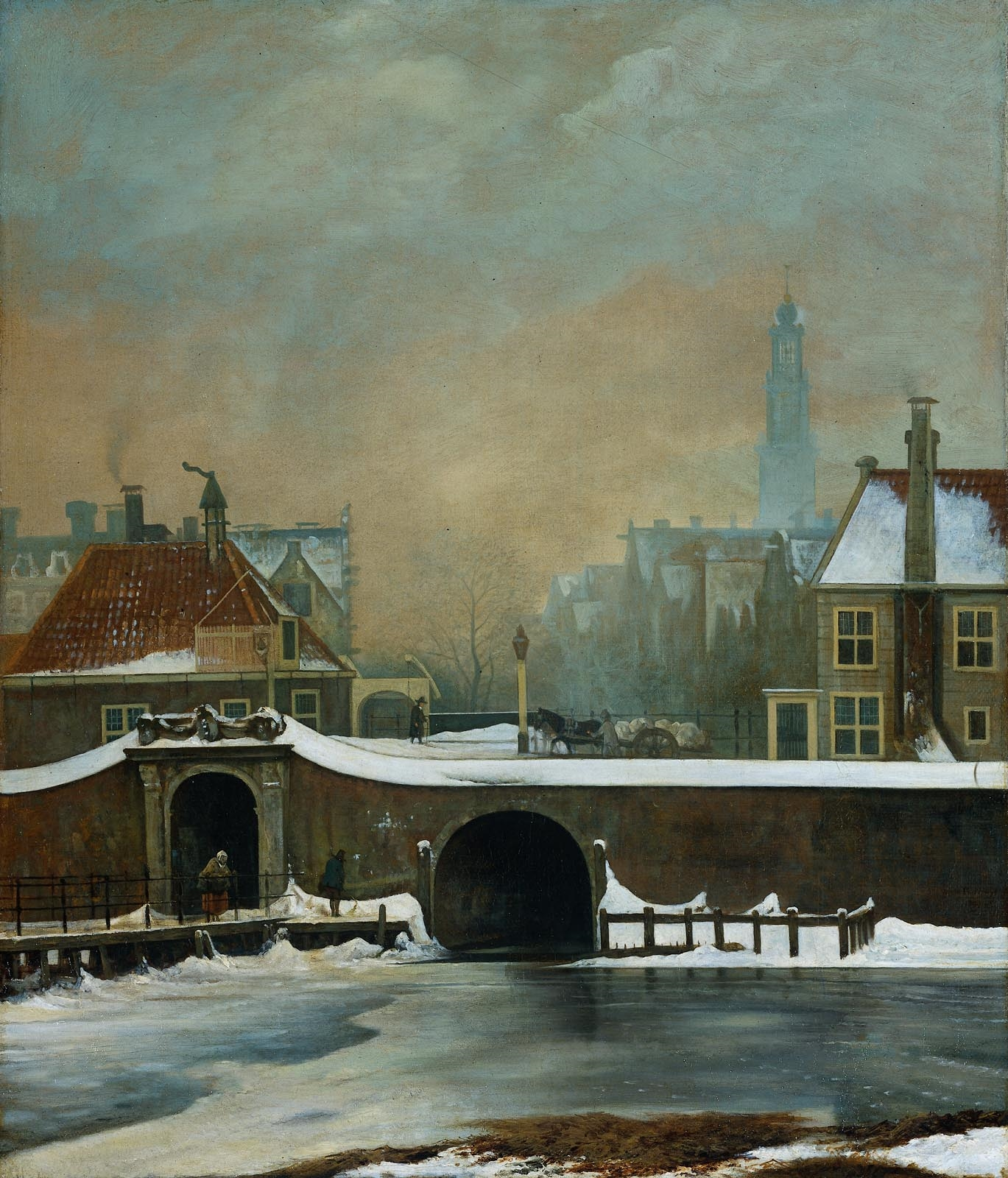
Het Raampoortje te Amsterdam, 1809, Rijksmuseum